# Sopraffusione

Fenomeno della sopraffusione rappresentato in un grafico; l'asse delle ascisse corrisponde al tempo, quello delle ordinate alla temperatura.

La sopraffusione o soprafusione è un fenomeno fisico che appare in seguito ad un processo di raffreddamento di un liquido al di sotto della sua temperatura di solidificazione, senza che avvenga effettivamente la solidificazione stessa, rimanendo cioè allo stato liquido.

## Descrizione

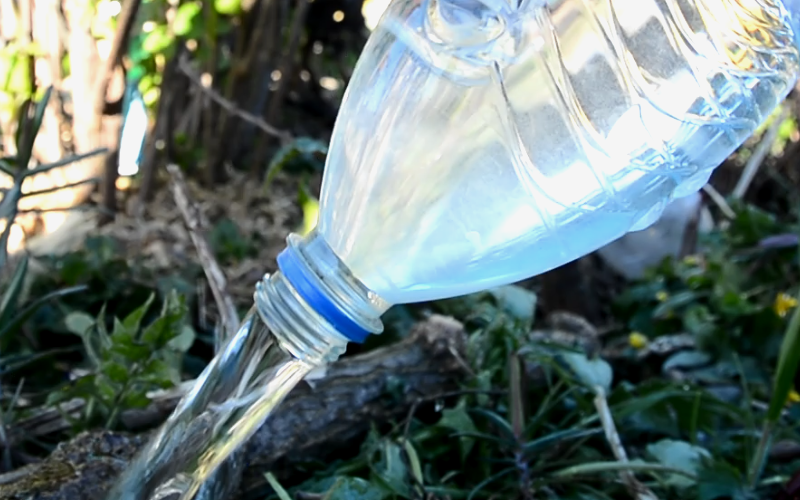
Acqua in sopraffusione, ancora allo stato liquido.

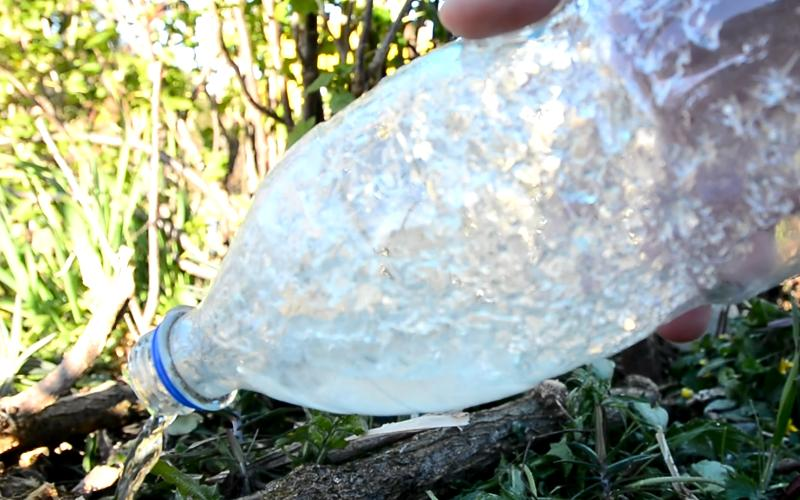
Inizio solidificazione conseguentemente all'uscita dallo stato di quiete.

Questo fenomeno si osserva principalmente nei polimeri, materiali formati da macromolecole impedite nella cristallizzazione da fenomeni sterici, oppure, nel caso di materiali composti da piccole molecole, nei liquidi puri e perfettamente in quiete.
Nel secondo caso, se si perturba lo stato di quiete (agitando il liquido introducendovi un corpo estraneo) si provoca l'immediata solidificazione del materiale e l'aumento della sua temperatura fino al punto di solidificazione.
Ciò che si viene a creare è una situazione instabile da un punto di vista termodinamico, cioè il liquido è in condizione metastabile. Questo comportamento è dovuto al fatto che anche i movimenti su scala molecolare, cioè traslazionali, rotazionali e vibrazionali subiscono un brusco rallentamento. Le molecole non hanno dunque il tempo (cinetica) per cambiare posizione, ed ordinarsi in un reticolo cristallino stabile da un punto di vista termodinamico (che può essere individuato sul diagramma di stato).
Nel caso particolare dei metalli liquidi e dei polimeri in corso di solidificazione, si definisce grado di sottoraffreddamento, o semplicemente sottoraffreddamento (o grado di sopraffusione), la differenza fra la temperatura alla quale è stata sottoraffreddata una data sostanza e quella a cui inizia effettivamente la solidificazione del liquido (temperatura di equilibrio). Tale grandezza dipende dal grado di purezza del materiale e dalla velocità di asportazione del calore.

## Acqua sopraffusa
Con acqua sopraffusa o soprafusa (supercooled water) si intende il fenomeno per il quale l'acqua rimane liquida a temperature inferiori a 0 °C.

### Approfondimento
Il fenomeno dell'acqua sopraffusa si verifica a causa delle dimensioni delle gocce d'acqua: una goccia che sia molto piccola ha la proprietà di avere una tensione superficiale tale da non farla ghiacciare. Altre condizioni da rispettare perché il fenomeno si verifichi sono la purezza dell'acqua, che deve quindi essere priva di sali e il raffreddamento, che deve avvenire in uno stato di quiete.
L'acqua sopraffusa è in una condizione estremamente instabile e ha la proprietà di solidificare a contatto con altri oggetti. Anche le vibrazioni possono portare alla solidificazione istantanea della goccia. Il cristallo di ghiaccio che si forma ha una struttura differente rispetto ai cristalli di ghiaccio classici e varia in funzione della temperatura dell'acqua sopraffusa da cui deriva:
- intorno ai −6 °C si ottiene una piastrina esagonale che cresce nel senso dello spessore, formando aghi di sezione esagonale
- intorno ai −10 °C la crescita dei cristalli avviene nel piano della piastrina esagonale iniziale, formando cristalli esagonali più estesi (il calore latente di fusione alla pressione di 1 atm e alla temperatura di -10 °C è 79.8 cal/g)
- intorno ai −15 °C la crescita avviene sui vertici del cristallo esagonale iniziale, con la formazione di dendriti che danno alla piastrina la forma di stella a sei punte
- al di sotto dei −20 °C la crescita del cristallo avviene in spessore, creando esagoni cavi internamente.

Il fenomeno per il quale l'acqua sopraffusa congela istantaneamente al contatto con un solido prende il nome di gelicidio.
Nelle nubi fredde (con temperatura inferiore a 0 °C) le goccioline d'acqua sono relativamente comuni a temperature fra gli 0 °C e i −12 °C. È più difficile trovare tale fenomeno tra i −12 °C e i −20 °C. È molto raro che il fenomeno si presenti tra i −20 °C e i −40 °C, mentre è molto difficile trovare goccioline sopraffuse sotto −40 °C, dato che gli esperimenti hanno evidenziato come una gocciolina del diametro di 5 µm congeli spontaneamente a quella temperatura.

### Problemi pratici
Le nubi contenenti acqua sopraffusa possono essere pericolose per gli aerei che le attraversano. La tendenza quasi istantanea a formare una pellicola di ghiaccio dell'acqua sopraffusa a contatto con un solido può provocare il blocco dei comandi o appesantire sensibilmente il mezzo.
La presenza di acqua sopraffusa è spesso sintomo di grandine, in quanto l'acqua sopraffusa è tipica delle nubi cumuliformi.
Il fenomeno della sopraffusione dell'acqua inoltre interviene nella formazione del ghiaccio ancorato.